# Hegyi karakara
A hegyi karakara (Phalcoboenus megalopterus) a madarak osztályának sólyomalakúak (Falconiformes) rendjéhez, azon belül a sólyomfélék (Falconidae) családjához tartozó faj.

## Rendszerezése
A fajt Franz Meyen német ornitológus írta le 1834-ben, az Aquila nembe Aquila megaloptera néven.

## Előfordulása
Dél-Amerikában, Argentína, Bolívia, Chile, Ecuador és Peru területén honos. Természetes élőhelyei a magaslati gyepek. Állandó, nem vonuló faj.

## Megjelenése
Testhossza 55 centiméter, szárnyfesztávolsága 111-124 centiméter.  Arcrésze vörös és csupasz. Tollazata fekete, szárnyfoltja és hasi része fehér.

## Természetvédelmi helyzete
Az elterjedési területe rendkívül nagy, egyedszáma pedig stabil. A Természetvédelmi Világszövetség Vörös listáján nem fenyegetett fajként szerepel.